# 和徳城
和徳城（わとくじょう）は、青森県弘前市和徳町（わとくまち/わっとくまち）にあったとされる日本の城。郷土料理「けの汁」発祥の地とする伝承がある。

## 概要
和徳城は、未だに弘前市内のどの辺りにあったのかがはっきりしておらず、和徳稲荷神社（和徳町217番）、または和徳坂付近といわれているが、一般的には、同神社が城の中心部という事になっている。青森県の遺跡地図では、県遺跡No.202077「和徳町遺跡」が「種別:縄文中期の散布地、および城館跡」として登載されており、上述の神社一帯を包蔵地としている。
なお当城には、元亀2年（1571年）に大浦為信により攻め込まれた際、城内の小山内氏側の兵が落城前に食べた食糧がけの汁の起源となったとする「けの汁発祥の地」伝承があり、地元の有志団体による啓発イベントが行われている。

## 歴史
弘和年間（1381年-1384年）、藤崎城主安東氏の庶流安倍氏が築城したといわれている（『和徳城主考』）。
南部氏が攻めてきた文安2年（1445年）、清原氏の流れを汲むとも言われる配下、小山内氏の内通によって城は落城。以後、小山内氏は南部氏に従い和徳城の城主となった。天文12年（1543年）、大浦政信が和徳城主小山内永春と戦って討死にしている。しかし、元亀2年（1571年）5月5日（旧暦）、近隣の石川城が大浦為信の奇襲よって落とされた。すると、それに勢いづいた大浦勢が森岡信元約250人、小笠原信清約150人、為信本隊約500人で三方から攻め寄せた。小山内讃岐守は、一族譜代と共に約50人で出撃し、十二矢又五郎に討たれ、和徳城の城兵約140人と出撃した部隊は一人残らず討死にし、和徳城は落城した。また、讃岐守の父永春も援軍として駆けつけたが、形勢不利と見て、親類田舎館家の居城田舎館城に引き上げる途中、小笠原信清隊に討たれた。その後、和徳城は為信によって配下の森岡信元に与えられた。
和徳城は、その後、弘前城が完成した頃には、自然に廃城の状態となったものと思われる。

## キャラクター
弘前城で行われた天守の曳家工事を契機として、2016年（平成28年）に弘前市が地域おこしキャラクターのロボット「超城合体タメノブーンV」を制作。タメノブーンVを構成する5機の城ロボのうち、和徳城は「ワット」にあたる。